# 舊普林斯頓 (伊利諾伊州)
舊普林斯頓（英語：Old Princeton）是位於美國伊利諾伊州卡斯縣的一個非建制地區。該地的面積和人口皆未知。

## 地理
舊普林斯頓的座標為39°52′41″N 90°09′50″W / 39.87806°N 90.16389°W，而該地的平均海拔高度為184米（即604英尺）。